# 한국자활연수원

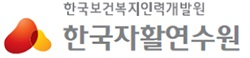
한국자활연수원 (Korea Training Institute for Self-Sufficiency)

한국자활연수원은 2015년 4월 개원하여, 근로 빈곤층의 자활을 지원하는 종사자와 참여자, 노인·장애인·노숙자 등 취약 계층의 자립을 지원하는 인력을 위한 대한민국의 전문교육기관이다.

## 연혁
- 2014년 12월: 충청북도 충주에 건립
- 2015년 4월 3일: 한국자활연수원 개원

## 주요기능 및 역할
- 자활 대상자에 대한 교육훈련
- 자활 분야의 재직자 직무향상에 관한 교육훈련
- 자활 분야 교육 사업과 관련한 조사 및 연구사업
- 기타 위·수탁 및 부대사업 등